# Suavocallia
Suavocallia é um género de gastrópode  da família Pupinidae.
Este género contém as seguintes espécies:
- Suavocallia splendens